# 일죽 나들목
일죽 나들목(Iljuk IC)은 경기도 안성시 일죽면 월정리에 설치된 중부고속도로의 35번 교차로이다. 일죽면, 죽산면, 삼죽면 및 이천시 설성면, 장호원읍 등지로 진출할 수 있다. 인근에 죽산성지와 두원공과대학교, 동아방송예술대학교, 국립이천호국원이 있다.

## 연혁
- 1987년 12월 3일 : 중부고속도로 남이 ~ 하일구간 개통에 따라 영업 개시[1]
- 2007년 12월 18일 : 중부고속도로 음성 ~ 호법 구간 확장 공사에 의해 안성시 도시계획시설 교통광장에 일죽면 월정리 일원을 고시[2]

## 구조물 정보
- 위치: 경기도 안성시 일죽면 월정리
- 영업소: 경기도 안성시 일죽면 서동대로 7227

## 접속하는 도로
- 서동대로 (국도 제38호선, 지방도 제306호선)
- 간접 연결: 국도 제17호선 (죽양대로, 송문주로; 죽산교차로 이용)

## 교통량 정보
| 요금소        | 통행량 (대/일) | 통행량 (대/일) | 통행량 (대/일) | 통행량 (대/일) | 통행량 (대/일) | 통행량 (대/일) | 통행량 (대/일) | 통행량 (대/일) | 통행량 (대/일) | 통행량 (대/일) | 각주  |
| 요금소        | 2001년         | 2002년         | 2003년         | 2004년         | 2005년         | 2006년         | 2007년         | 2008년         | 2009년         | 2010년         | 각주  |
| ------------- | -------------- | -------------- | -------------- | -------------- | -------------- | -------------- | -------------- | -------------- | -------------- | -------------- | ----- |
| 일죽 (폐쇄식) | 9,297          | 10,529         | 9,045          | 8,555          | 8,062          | 8,163          | 8,513          | 8,539          | 8,897          | 9,115          | [ 3 ] |
| 요금소        | 2011년         | 2012년         | 2013년         | 2014년         | 2015년         | 2016년         | 2017년         | 2018년         | 2019년         |                | [ 3 ] |
| 일죽 (폐쇄식) | 9,332          | 9,614          | 9,460          | 9,473          | 9,933          | 9,878          | 9,829          | 9,619          | 9,479          |                | [ 3 ] |

## 사진

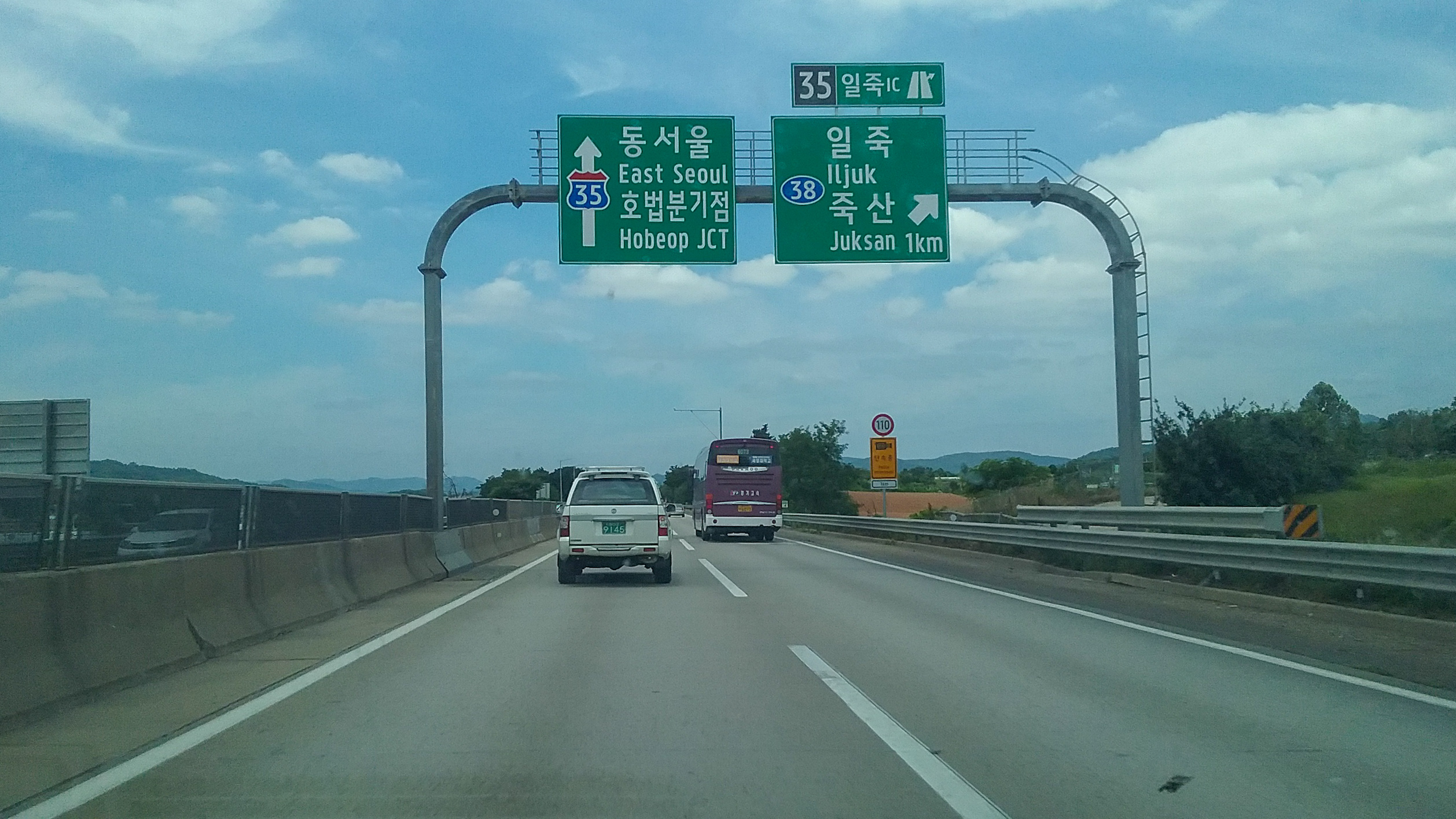
1km 표지판(상행)
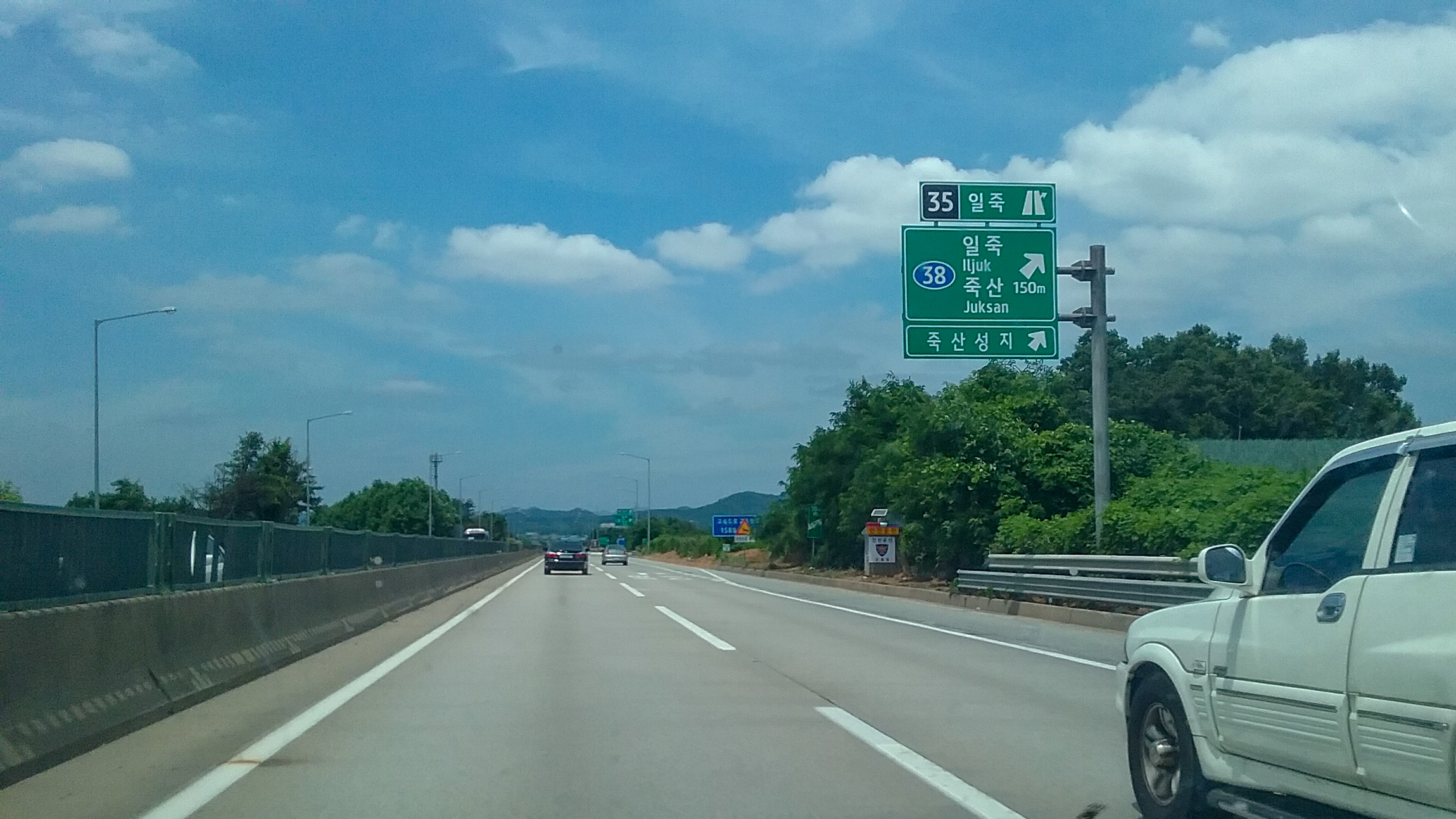
150m 표지판(상행)